# Международный совет по малайскому языку
Международный совет по малайскому языку (малайск.  Majlis Antarabangsa Bahasa Melayu  - MABM) — организация в Малайзии, созданная с целью координировать усилия по поддержке, развитию и продвижению малайского языка во всемирном масштабе.
Решение о создании принято малайзийским правительством 2 июля 1997 года. Первое заседание состоялось 21-23 августа 2000 г. при участии представителей четырех стран, где малайский язык имеет официальный статус (Малайзия, Индонезия, Сингапур, Бруней), двух стран, где проживает малайское меньшинство (Таиланд, Камбоджа) и десяти стран, где малайский язык изучается в высших учебных заведениях (Франция, Англия, Россия, Германия, США, Индия, Австралия, Новая Зеландия, Китай, Южная Корея). Совет первого созыва под председательством Генерального директора Совета по языку и литературе А.Азиза Дерамана просуществовал до 2004 года. Затем в силу административных изменений в Совете по языку и литературе Малайзии, под эгидой которого работал совет, его деятельность была заморожена и возродилась лишь в 2014 году.
Патроном совета второго созыва выступил заместитель премьер-министра Мухиддин Яссин , который одновременно был и министром образования Малайзии. Были разработаны конкретные планы по написанию учебников и составлению словарей, проведению семинаров и конференций, определены направления научной работы по изучению различных аспектов малайского языка. Выход Мухиддина из правительства в 2015 году и его переход в стан оппозиции привели к тому, что деятельность совета практически оказалась парализованной. Единственным заметным мероприятием с 2014 года стало заседание европейской секции совета, которое состоялось 20 сентября 2016 года в Школе восточных и африканских исследований Лондонского университета].
Россию в совете первого созыва представляла Т .В. Дорофеева, в совете второго созыва — В. А. Погадаев, который в совете первого созыва имел статус наблюдателя.